# Horizonte cosmológico
Um horizonte cosmológico é uma medida de distância a partir da qual se poderia obter informações. Essa restrição observável deve-se a várias propriedades da teoria geral da relatividade, do universo em expansão e da cosmologia física do Big Bang. Horizontes cosmológicos definem o tamanho e a escala do universo observável.

## Horizonte de partículas
O horizonte de partículas (também chamado de horizonte cosmológico ou horizonte de luz cósmica) é a distância máxima a partir da qual as partículas poderiam ter viajado até o observador no parâmetro da idade do universo. Ele representa o limite entre as regiões observáveis e não observáveis do universo, de modo que sua distância no presente define o tamanho do universo observável. Devido à expansão do universo não é simplesmente a idade do universo vezes a velocidade da luz, como no horizonte do Hubble, mas a velocidade da luz multiplicada pelo "tempo conformal" (conformal time). A existência, as propriedades e a relevância de um horizonte cosmológico dependem do modelo cosmológico.
Em termos de distância comovente, o horizonte de partícula é igual ao tempo conformal desde o Big Bang vezes a velocidade da luz. Em geral, o tempo conformal em um certo momento é dado em termos do fator de escala {\displaystyle a} por,
{\displaystyle \eta (t)=\int _{0}^{t}{\frac {dt'}{a(t')}}}
ou
{\displaystyle \eta (a)=\int _{0}^{a}{\frac {1}{a'H(a')}}{\frac {da'}{a'}}}.
O horizonte de partícula é o limite entre duas regiões em um ponto em um dado momento: uma região definida por eventos que já foram observados por alguém e outra definida por eventos que não podem ser observados naquele instante. Ele representa a maior distância a partir da qual podemos obter informações sobre o passado e assim define o universo observável.

## Horizonte de Hubble
O raio de Hubble, esfera de Hubble, volume de volume ou horizonte de Hubble é um horizonte conceitual que define a fronteira entre as partículas que estão se movendo mais lentamente e mais rapidamente do que a velocidade da luz em relação a um observador, em um dado momento. Isso não significa que a partícula não é observável, a luz do passado está alcançando e vai continuar a atingir o observador por um tempo.
A velocidade de Hubble de um objeto é dada pela lei de Hubble,
{\displaystyle v=xH}.
Substituindo {\displaystyle v} pela velocidade da luz {\displaystyle c} e resolvendo para uma distância adequada {\textstyle x}  obtém-se o raio da esfera de Hubble esfera, tal qual
{\displaystyle r_{HS}(t)={\frac {c}{H(t)}}}.
Em um universo em permanente aceleração, se duas partículas são separadas por uma distância maior que o raio de Hubble, elas não podem comunicar uma com a outra a partir de agora (como estão agora, não como foram no passado). No entanto, se estão fora do horizonte de partícula uma da outra, é possível que nunca tenham comunicado. Dependendo da forma de expansão do universo, elas podem ser capazes de comunicar no futuro. Hoje,
{\displaystyle r_{HS}(t_{0})={\frac {c}{H_{0}}}},
produzindo um horizonte de Hubble de 4.1 Gpc. Esse horizonte não é realmente um tamanho físico, mas é muitas vezes usado como uma escala de comprimento útil na medida em que a maioria dos tamanhos físicos na cosmologia pode ser escrita em termos de um desses fatores.
Pode-se também definir o horizonte de Hubble que comove simplesmente dividindo o raio de Hubble pelo fator de escala
{\displaystyle r_{HS,comovendo}(t)={\frac {c}{a(t)H(t)}}}.

## Horizonte de evento
O horizonte de partícula difere do horizonte de evento cósmico, na medida em que o horizonte de partícula representa a maior distância de comovimento a partir da qual a luz pode chegar a um determinado observador em dado instante, enquanto o horizonte de evento é a maior distância de comovimento a partir da qual a luz emitida agora pode atingir o observador no futuro. A distância atual para o nosso horizonte de evento cósmico é de cerca de 5 Cgc, dentro do intervalo observável dado pelo horizonte de partícula.
Em geral, a distância adequada para o horizonte de evento em tempo {\displaystyle t} é dada por
{\displaystyle d_{e}(t)=a(t)\int _{t}^{t_{max}}{\frac {cdt'}{a(t')}}}
onde {\displaystyle t_{max}} é o tempo-coordenada do fim do universo, que seria infinito no caso de um universo que se expande para sempre.
Supondo que a energia escura deve-se a uma constante cosmológica, então tem-se {\displaystyle d_{e}(t_{0})<\infty }.

## Horizonte de futuro
Em um universo em aceleração, há eventos que serão não observáveis como {\displaystyle t\rightarrow \infty } como sinais de eventos futuros tornando-se desvios para o vermelho para comprimentos de onda arbitrariamente longos comprimentos de onda na forma exponencial do expansão do espaço de De Sitter. Isso define um limite para a maior distância que podemos ver, possivelmente, medida em unidades adequadas de hoje. Ou, mais precisamente, há eventos que são espacialmente separados por um determinado quadro de referência acontecendo simultaneamente com a ocorrência do evento agora dos quais não chegará sinais, por mais que se possam observar eventos que ocorreram no mesmo local no espaço, que aconteceu em um passado distante. Enquanto se continuar a receber sinais a partir desta localização no espaço, mesmo se se esperar uma quantidade infinita de tempo, um sinal que sair desta localização nunca chegará até o observador. Além disso, os sinais desse local terão cada vez menos energia até que o local se torne não observável. Em um universo que é dominado pela energia escura que está em fase de expansão exponencial do fator de escala, todos os objetos que são gravitacionalmente independentes com relação à via Láctea irá tornar-não observáveis, em uma versão futurista do universo de Kapteyn.